# Wayne Chapman
Wayne G. Chapman (Owensboro, 15 giugno 1945) è un ex cestista e allenatore di pallacanestro statunitense, professionista nella ABA.
È il padre di Rex Chapman.

## Carriera
Venne selezionato dai Philadelphia 76ers al sedicesimo giro del Draft NBA 1967 (156ª scelta assoluta) e dai Baltimore Bullets al nono giro del Draft NBA 1968 (110ª scelta assoluta).